# 牙得嶺站
牙得嶺站（韓語：아득령역）是朝鮮民主主義人民共和國慈江道狼林郡的一個鐵路車站，属于江界线。

## 邻近车站
江界线
十里坪站 - 牙得嶺站 - 上新院站